# Gare de Neuenhagen bei Berlin
La gare de Neuenhagen bei Berlin est une gare ferroviaire allemande située à Neuenhagen bei Berlin dans le Land de Brandebourg. Elle est desservie par les trains de la ligne 5 du S-Bahn de Berlin.

## Situation ferroviaire
La gare se trouve sur le parcours de l'ancienne ligne de Prusse-Orientale, entre les gares de Hoppegarten à l'ouest et Fredersdorf à l'est.

## Histoire
La gare est mise en service le 1er octobre 1867 et possède alors deux quais latéraux ainsi qu'un bâtiment d'accueil de trois étages. La ligne de Prusse-Orientale est grandement élargie lors de la Seconde Guerre mondiale. Deux voies supplémentaires sont construites entre Mahlsdorf et Strausberg afin d'atteindre des capacités encore plus élevées. À Neuenhagen, un nouveau quai central est également construit. En raison de la destruction du bâtiment d'accueil, un simple édifice à faible hauteur est élevé à la place. Cependant, pour des raisons techniques, l'électrification prévue n'a pas lieu. Vers fin avril 1945, le trafic ferroviaire à Neuenhagen est arrêté. L'électrification est encore repoussée à cause du démantèlement de la ligne de Prusse-Orientale et n'est effective qu'en mars 1947.

## Service des voyageurs

### Desserte
La gare est desservie par les trains de la ligne 5 du S-Bahn de Berlin.

### Intermodalité
La gare est en correspondance avec la ligne de bus no 940 pour Berlin.